# Kernkraft 400
Kernkraft 400 – pierwszy singiel niemieckiej grupy muzycznej Zombie Nation, wydany w 1999 roku.
Tytułowy utwór jest oparty na motywie przewodnim jednej z minigier z gry komputerowej Lazy Jones z 1984 roku pt. Star Dust. Prawa do muzyki zostały odkupione od Davida Whittakera przez Floriana Senftera z Zombie Nation za niewiadomą kwotę.

## Lista utworów
- „Kernkraft 400” – 5:51
- „Kernkraft 400” (DJ Gius Remix) – 6:12
- „Kernkraft 400” (Original Version) – 4:45

## Notowania na listach przebojów
| Kraj              | Lista (2000/2001) | Najwyższa pozycja | Certyfikat |
| ----------------- | ----------------- | ----------------- | ---------- |
| Wielka Brytania   | Singles Top 100   | 2                 | srebro     |
| Irlandia          | Top 100 Singles   | 2                 |            |
| Holandia          | Single Top 100    | 5                 |            |
| Belgia (Flandria) | Ultratop 50       | 10                |            |
| Niemcy            | Top 100 Singles   | 22                |            |
| Stany Zjednoczone | Hot 100           | 99                |            |
| Francja           | Top 100 Singles   | 100               |            |